# Clostridium purinilyticum
Clostridium purinilyticum  è una specie di batterio appartenente alla famiglia delle Clostridiaceae.